# Oomyzus tanakai
Oomyzus tanakai är en stekelart som beskrevs av Kamijo 2000. Oomyzus tanakai ingår i släktet Oomyzus och familjen finglanssteklar. Inga underarter finns listade i Catalogue of Life.